# Chandler Halderson
 (avril 2023).
La mise en forme du texte ne suit pas les recommandations de Wikipédia : il faut le « wikifier ».
Les points d'amélioration suivants sont les cas les plus fréquents. Le détail des points à revoir est peut-être précisé sur la page de discussion.
- Les titres sont pré-formatés par le logiciel. Ils ne sont ni en capitales, ni en gras.
- Le texte ne doit pas être écrit en capitales (les noms de famille non plus), ni en gras, ni en italique, ni en « petit »…
- Le gras n'est utilisé que pour surligner le titre de l'article dans l'introduction, une seule fois.
- L'italique est rarement utilisé : mots en langue étrangère, titres d'œuvres, noms de bateaux, etc.
- Les citations ne sont pas en italique mais en corps de texte normal. Elles sont entourées par des guillemets français : « et ».
- Les listes à puces sont à éviter, des paragraphes rédigés étant largement préférés. Les tableaux sont à réserver à la présentation de données structurées (résultats, etc.).
- Les appels de note de bas de page (petits chiffres en exposant, introduits par l'outil «  Source ») sont à placer entre la fin de phrase et le point final[comme ça].
- Les liens internes (vers d'autres articles de Wikipédia) sont à choisir avec parcimonie. Créez des liens vers des articles approfondissant le sujet. Les termes génériques sans rapport avec le sujet sont à éviter, ainsi que les répétitions de liens vers un même terme.
- Les liens externes sont à placer uniquement dans une section « Liens externes », à la fin de l'article. Ces liens sont à choisir avec parcimonie suivant les règles définies. Si un lien sert de source à l'article, son insertion dans le texte est à faire par les notes de bas de page.
- La présentation des références doit suivre les conventions bibliographiques. Il est recommandé d'utiliser les modèles {{Ouvrage}}, {{Chapitre}}, {{Article}}, {{Lien web}} et/ou {{Bibliographie}}. Le mode d'édition visuel peut mettre en forme automatiquement les références.
- Insérer une infobox (cadre d'informations à droite) n'est pas obligatoire pour parachever la mise en page.

Pour une aide détaillée, merci de consulter Aide:Wikification.
Si vous pensez que ces points ont été résolus, vous pouvez retirer ce bandeau et améliorer la mise en forme d'un autre article.
 (avril 2023).
Chandler Halderson, né le 15 mars 1998 à Windsor, est un assassin américain,,.
Il vivait à Oak Springs Circle, à Windsor avec ses parents. Il leur a dit qu'il travaillait comme plongeur policier, et qu'il travaillait également pour la société aérospatiale SpaceX, et pour la compagnie d'assurance American Family Insurance.
Chandler a affirmé avoir été à l'université et avoir parlé à ses parents d'un certain problème d'emploi. Ces informations ont été découvertes plus tard comme un mensonge. Chandler ne pouvait pas supporter la honte de mentir à ses parents, ce qui l'a poussé à mettre fin à leur vie,.

## Meurtre
Cette histoire a eu lieu à Windsor, un village américain situé dans le comté de Dane, dans l'État du Wisconsin. Windsor est un petit village tranquille, l'endroit est calme, ce qui a poussé le couple Halderson à s'y installer.
Au moment des faits, Bart Halderson, le père de Chandler, avait 50 ans, il était comptable. Sa mère, Krista Halderson, avait 53 ans et était secrétaire pour une société automobile.

### Disparition de Bart et Krista
Les parents de Chandler seraient partis le matin du 2 juillet 2021 dans un chalet à Sawyer Lake, dans le comté de Langlade. Cependant, Krista Halderson n'a pas posé de congé au travail ce jour-ci. Elle avait pour habitude de prévenir son patron lors d'un imprévu qui imposait son absence, mais ce jour-là, Krista n'a pas prévenu son supérieur, et elle ne répond pas au téléphone.
Jane Hilgendorf, la meilleure amie et collègue de Krista pensait qu'il était inhabituel qu'elle ne se soit apparemment pas présentée au travail le vendredi 2 juillet sans appeler. Elle dit qu'elle a immédiatement essayé d'appeler Krista et Bart Halderson, les deux appels allant directement à la messagerie vocale.
Jane s'est rendu au domicile de la famille Halderson pour s'assurer que tout allait bien. Chandler lui explique que ses parents sont partis le matin-même en direction du chalet pendant tout le week-end.
Le mercredi 7 juillet 2021, le couple n'est toujours pas revenu. Chandler déclare leur disparition.

### Enquête
La police s'est rendue au domicile de Chandler après qu'il a appelé le 911. Les forces de l'ordre remarquent que les voitures des parents de Chandler sont encore là, et que les clés de ces voitures sont dans leur boîte à gants respective. Chandler explique donc aux enquêteurs que ses parents sont partis avec des amis, qu'il ne connaît pas, qui sont venus les chercher le vendredi matin,.
Après plusieurs jours sans le moindre signe de vie des Halderson, le frère de Chandler, Mitchel, décide de se rendre au chalet où étaient censés se trouver ses parents, mais n'y trouve rien. Il appelle la police pour fouiller le chalet, mais ils ne trouvent toujours rien. Les parents de Chandler et Mitchel ne sont jamais arrivés jusqu'au chalet,.
Les voisins sont interrogés. Personne d'entre eux n'a vu de voiture partir de la maison des Halderson, mais plusieurs d'entre eux parlent du fait que Chandler est venu sonner chez eux, le matin-même aux alentours de 8h30, avant de signaler la disparition de ses parents, pour demander si leur caméra n'avait pas filmé une voiture partant de chez eux le jour de leur disparition. Aucune caméra n'a rien filmé,,,,.
La petite copine de Chandler, Cathryn, est interrogée par les détectives, elle affirme ne pas avoir été avec lui le lendemain de la disparition de ses parents, car « il faisait ses corvées ». Cependant, elle indique qu'elle trouvait cela bizarre, car à ce moment, sur Snapchat, Chandler n'était pas localisé chez lui, mais à Roxbury (Wisconsin), qui est un village à une demi heure de route de Windsor,,.
La mère de Cathryn sera également interrogé. Cresent L'sai, la fiancée de sa mère, indiquera que Chandler est venu dans la ferme qu'elle occupait, et qu'il a utilisé le cabanon, puis la piscine, avant de partir dans la forêt à côté. Après avoir fouillé la zone boisée, le torse de Bart, le père de Chandler, y sera retrouvé, découpé, sans membre, ni tête,. Sur les photos qui ont par la suite été diffusée, on remarque qu'il reste à la personne le haut de ses jambes, puisque l'homme a été découpé avec son jean, toujours ceinturé, comme si le tueur ne voulait pas voir sa victime nue. Le dos du torse était rempli de blessures par balle,,.
Dans la même zone, une scie sera retrouvée dans un réservoir d'eau. Dans le cabanon de Cresent, un fusil SKS sera retrouvé, caché derrière des cartons. Un carton sera retrouvé dans des buissons, avec un certain nombre de chiffons remplis de sang.

### Arrestation et incarcération
Le jeudi 8 juillet 2021, Chandler est convoqué pour un interrogatoire. Durant celui-ci, les enquêteurs insisteront sur une blessure au pied qu'avait Chandler, dont il affirmait qu'il s'était blessé contre la vitre de la cheminée en jouant avec son chien. Ils parleront également de la situation professionnelle de Chandler, étant donné qu'il a menti, et qu'il n'avait en réalité pas de travail.
À la fin de cet entretien, Chandler est mis en état d'arrestation pour avoir fourni de fausses informations concernant la disparition de ses parents. Les enquêteurs iront par la suite fouiller la cheminée de Chandler, là où il s'est blessé. Ils y trouveront des restes de crâne humain et divers ossements brisés en plusieurs morceaux, dont des dents, celles de Bart et Krista, les parents de Chandler,,.
Les téléphones de Bart et Krista seront retrouvés dans la maison. L'inspection de la maison révèlera qu'ils ont été tués, et décapités ici. Chandler est maintenant accusé de meurtre prémédité et placé en détention provisoire.
La police lance un appel à témoins pour savoir si quelqu'un a vu Chandler entre le vendredi 2 juillet, et le jeudi 8 juillet. Un homme indiquera qu'il a vu Chandler près de Roxbury, là où a été localisé Chandler plus tôt dans l'enquête. Dans une zone boisée, seront découverts des restes humains, identifiés comme étant ceux de Krista Halderson, la mère. 
À la suite de cela, Chandler est inculpé pour huit chefs d'accusation.

### Procès et condamnation
Le procès de Chander s'ouvre le 4 janvier 2022, devant le tribunal du Wisconsin.
Le jury l'a reconnu coupable de deux chefs d'homicide intentionnel au premier degré, deux chefs d'accusation de mutilation d'un cadavre, deux chefs d'accusation de dissimulation d'un cadavre, et deux chefs d'accusation de mensonge à la police.
Le jeudi 17 mars 2022, Chandler Halderson est condamné à la prison à vie sans possibilité de libération conditionnelle,,,,.